# Ramal Parral-Cauquenes
El ramal Parral-Cauquenes fue una vía ferroviaria chilena que conectaba las comunas de Parral, en la Provincia de Linares, y Cauquenes en la Provincia de Cauquenes. Durante su funcionamiento permitió integrar diversas localidades con gran parte del país, al nacer de la vía Longitudinal Sur, movilizando una importante producción  agrícola y vitivinícola hacia diversas ciudades y puertos, como también acercando a los turistas a los balnearios costeros de Curanipe, Chanco y Pelluhue, lugares a los que se accedía por carretera luego de arribar a Cauquenes. Formó parte de la Red Sur de la Empresa de los Ferrocarriles del Estado, hasta que a mediados de la década de 1970 se determinó su cierre dada su baja rentabilidad económica. En los años posteriores fue progresivamente desmantelado, en gran parte debido a robos; sin embargo, aún sobreviven  algunas estaciones y el puente ferroviario sobre el río Perquilaquén, declarado Monumento Nacional.

## Conservación
Las gestiones para llevar el ferrocarril a Cauquenes comienzan en la década de 1870, postergándose por falta de presupuesto, hasta que encuentran respaldo durante el gobierno del Presidente José Manuel Balmaceda, quien en su mandato impulsó diversas obras públicas de gran envergadura. El trazado requirió varios puentes, pero el más notable es la estructura en acero sobre el río Perquilauquen. El puente, ubicado en el punto kilométrico (PK) 22,9, tiene 135 metros de largo, y fue diseñado por el ingeniero francés Máximo Dorlhiac Merlet, discípulo de Eiffel, construyéndose entre 1890 y 1895. Por el Decreto N° 11 del 13 de enero de 2000, esta obra fue declarada Monumento Nacional en la categoría Monumento Histórico, por los desafíos técnicos que implicó y por ser un notable exponente de la arquitectura de la ingeniería en el país.
Además del puente, durante 2008 aún se conservan las estaciones de Cauquenes, convertida en centro de formación técnica, y las de Unicavén y Quella, convertidas en casas. Hualve, en cambio, esta totalmente en ruinas.

## Ramal Cauquenes-Quirihue-Coelemu
Fue una propuesta de subramal ferroviario que pretendía conectar las localidades de Cauquenes, Quirihue y Coelemu mediante una extensión y su posterior conexión con la línea Rucapequén-Concepción. No se llevó a cabo por problemas de presupuesto.

## Galería

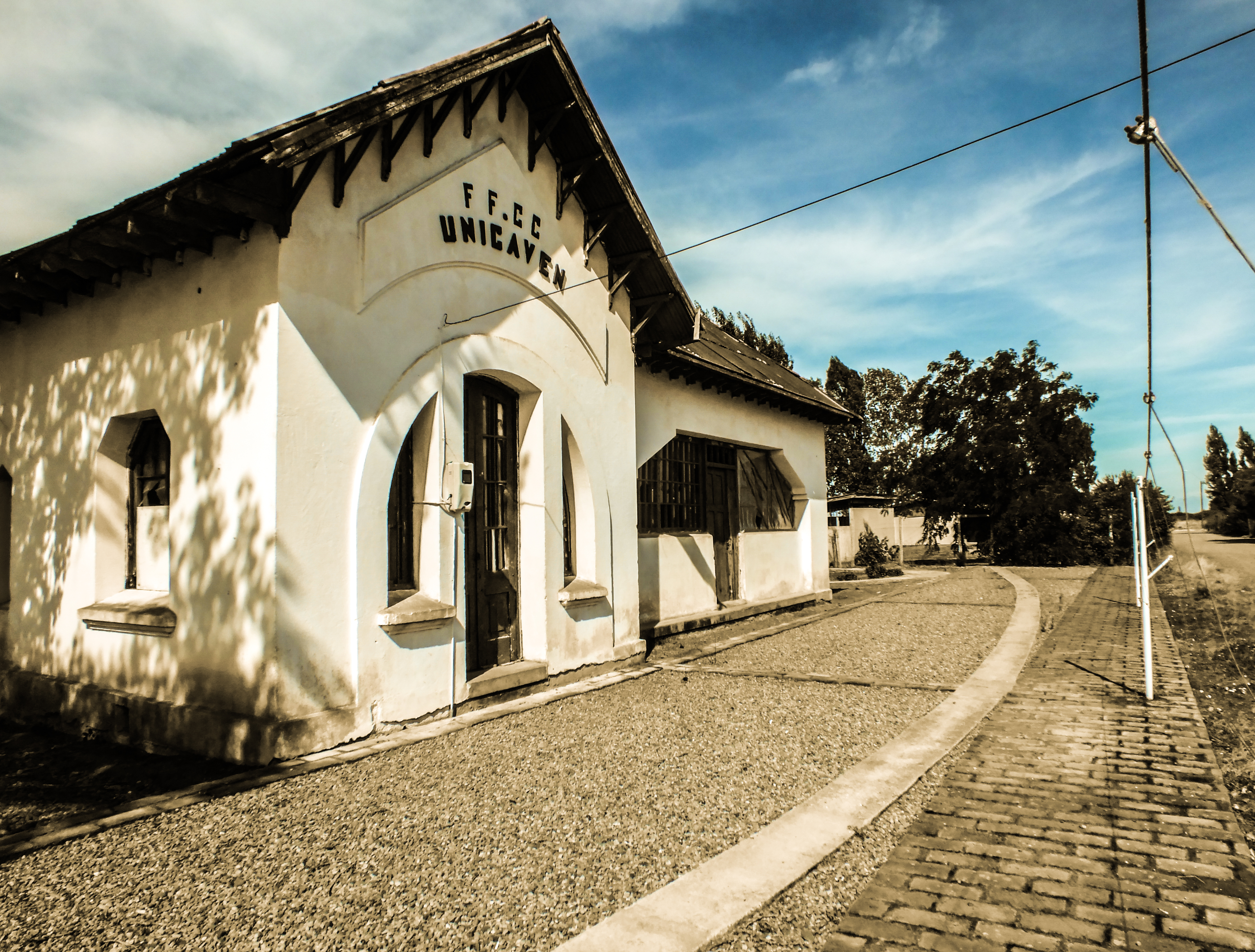
Estación Unicaven, 2015.
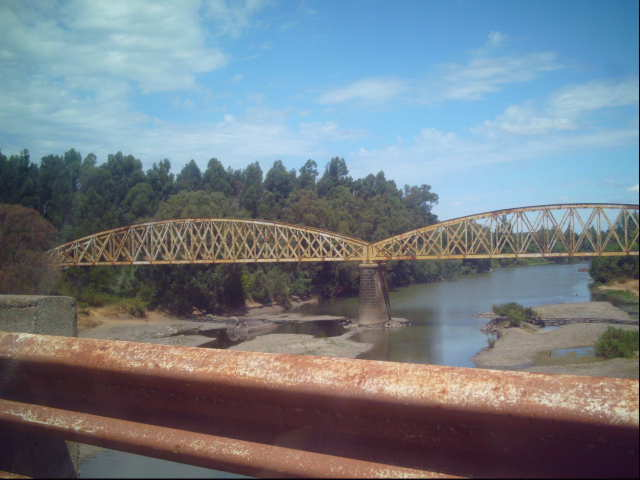
Puente sobre el río Perquilaquén, hoy declarado Monumento Nacional.
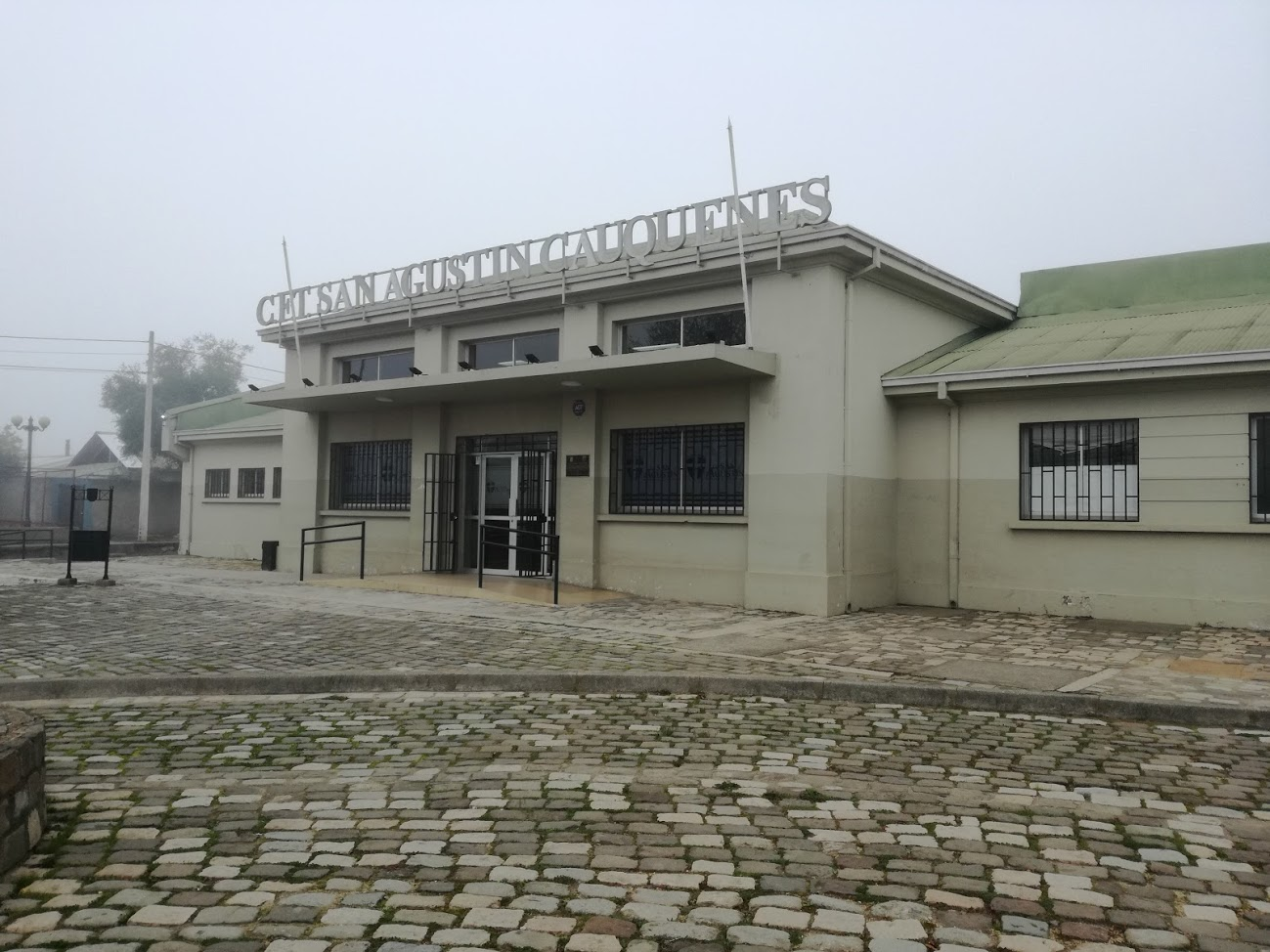
Antigua estación de Cauquenes, hoy campus del CFT San Agustín.
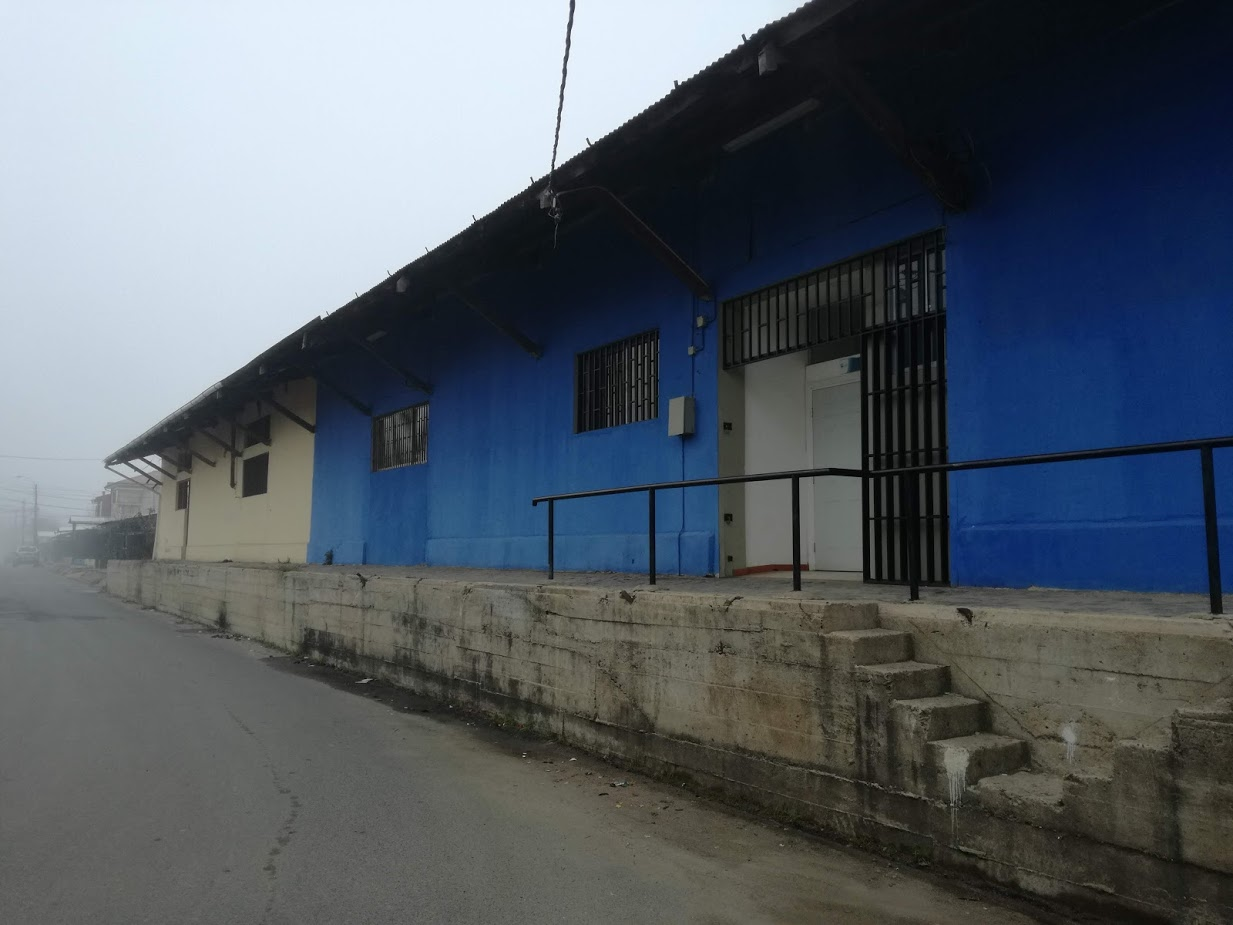
Antiguas bodegas de la estación Cauquenes, 2018.